# Wintarnaht
Wintarnaht (ahd. für Winternacht) ist eine 1997 bei Stuttgart gegründete Pagan-Metal-Band. Bis 2012 war die Gruppe unter dem englischen Bandnamen Winternight bekannt. Die Band verfasst die meisten ihrer Texte in einer Frühform der althochdeutschen Sprache.

## Geschichte
Wintarnaht wurde 1997 von Grimwald (Gitarre und Gesang) gegründet. Im Frühjahr 1998 wurde die Rhythmusgitarre mit Muzgash besetzt, kurz darauf fand man in Goatruler einen passenden Schlagzeuger. Ein Jahr später wurde das Lineup mit Thule am Bass vervollständigt. Die musikalischen Vorbilder waren damals Falkenbach, Isengard, frühe Darkthrone und Helheim. Thematisch wollte man sich hauptsächlich mit dem Heidentum beschäftigen. Der ehemalige Bandname Winternight stammt laut Grimwald von einem Falkenbach Lied sowie dem heidnischen Opferfest Winternacht (siehe Vetrnóttablót). Kurz vor den geplanten Aufnahmen zum ersten Demo, verließ Gitarrist Muzgash die Band und widmete sich seinem eigenen Musikprojekt. 2001 wurde in der übrig gebliebenen Dreierbesetzung ein einziges Konzert in Plüderhausen gespielt, nach welchem Grimwald die Band aufgrund mangelhaften Vorankommens auflöste.
Im Jahr 2004 wurde Winternight von Grimwald (Gitarren, Gesang) und Goatruler (Schlagzeug) wiederbelebt. Zunächst plante man, die alten, bereits vorhandenen Lieder aufzunehmen und als Demo zu veröffentlichen, bevor man sich mit neuen Liedern beschäftigen wollte. Im Jahr 2007 erschien schlussendlich das Demo Rache… als handnummerierte CD-R (auf 96 Stück limitiert) und als Split-Tape mit Trollzorn. Das Demo enthielt Lieder von 1997 bis 2004. Die CD-Version bekam ein Bonuslied, genannt Der Thron aus Eis. Hierbei handelte es sich um eine rohe, neue Proberaumaufnahme aus dem Jahr 2007.
2010 erschien das erste Album Pestilenz. Veröffentlicht wurden 1000 Einheiten als CD über das Plattenlabel Obscure Abhorrence Productions. Da es mehrere Metalbands unter dem Namen Winternight gab, entschied sich Grimwald 2012 dafür die Band in das gleichbedeutende althochdeutsche Wintarnaht umzubenennen. Zudem wurde beschlossen, alle zukünftigen Texte nur noch in der althochdeutschen Sprache zu verfassen, um sich von anderen Bands des Genres abzusetzen.
Im Jahr 2013 erschien das Album Tôdhên Uoþal. Der Titel bedeutet frei übersetzt „Sterbende Heimat“. Das Album wurde in einer Auflage von 500 CDs über Obscure Abhorrence Productions veröffentlicht. Ein Jahr später wurden diverse Gastmusiker angelernt um Live aufzutreten. Im Juni 2014 spielte die Band zuerst auf dem Funkenflug (Speckjaga) in Österreich.
Die Download-EP þiu Sunnawentî (Die Sonnenwende) erschien im April 2015. Diese EP war zwei Jahre lang zum kostenlosen Download auf der Bandcampseite der Band erhältlich. Wintarnaht unterschrieben Ende 2015 einen Vertrag mit dem österreichischen Musiklabel Talheim Records. Kurze Zeit darauf wurde im März 2016 die Kompilation Germinôd – Archaische Verse  (Germinôd = Runenbeschwörung, Galder) als Kassette über Narbentage Produktionen sowie als Download (Bandcamp) veröffentlicht. Die Kassette war auf 121 Stück limitiert. Im gleichen Jahr wurde Grimwald, unter dem Pseudonym Syderyth, einer der beiden Gründer von Dauþuz.
Im Januar 2017 trennte sich Grimwald von seinem langjährigen Schlagzeuger aufgrund musikalischer und ideologischer Differenzen. Er führt seitdem die Band als einziges Mitglied weiter. Aufgrund dessen wurden alle weiteren Liveauftritte abgesagt. Am 11. März 2017 erschien über Talheim Records das dritte Album In Âgez (In Vergessenheit) auf CD. In diesem Jahr gründete Grimwald auch die neue Musikgruppe Isgalder mit.
Die zuvor als Kassette erschienene Kompilation Germinôd – Archaische Verse, wurde im Januar 2019 als CD im Eigenvertrieb neuveröffentlicht und hatte eine Limitierung von 222 Stück. Die Trackliste der CD unterscheidet sich, von der der Kassette. Diverse Lieder wurden gegen neue unveröffentlichte Lieder ausgetauscht. Im März 2019 erschien via Talheim Records eine Split-CD im Digipak, mit der steirischen Black-Metal-Band Varulv. Die Veröffentlichung Unterweltmysterien befasst sich thematisch mit den sogenannten Schratzellöchern, besser als Erdställe bekannt. Es handelt sich dabei um die erste Wintarnaht-Veröffentlichung, auf der Grimwald alle Instrumente und den Gesang alleine übernahm. Aufgrund der Thematik und zur leichteren Verständlichkeit wurden die drei Wintarnaht-Lieder in aktuellem Deutsch gesungen.
Das vierte Album Hriuwa erschien am 31. Oktober 2020 abermals über Talheim Records. Hriuwa, das übersetzt Trauer bedeutet, ist wieder vollständig in der althochdeutschen Sprache verfasst.

## Stil

### Musik
Wintarnaht bezeichnen ihre Musik als „Archaischen Black Metal“.
Der Musikstil des Demos Rache… kann laut verschiedenen Rezensionen als urtöniges Werk des frühen Pagan Metals bezeichnet werden, mit heroischen Männerchören, akustischen Gitarren, Maultrommel; das Ganze vermischt mit Einflüssen aus dem primitiven Black Metal. Verglichen wurde dieses Demo mit Isengard und Storm. Die erste Veröffentlichung über ein Label Pestilenz hatte einen weitaus stärkeren Hang zum traditionellen norwegischen Black Metal der zweiten Welle. Die Chöre wurden minimiert, die Geschwindigkeit angehoben. Die vormals verwendeten akustischen Gitarren kamen nur noch am Rande zum Einsatz. Auf diesem Album war bereits ein erstes Lied vorhanden, welches in der althochdeutschen Sprache gesungen wurde. Eine germanische Leier kam bei dem Lied Fahler Frost-Untergang zum ersten Mal zum Einsatz. Das besondere hierbei war, dass die Band eine der beiden germanischen Leiern wie eine E-Gitarre über einen Verzerrer einspielte.
Auf dem folgenden Album Tôdhên Uoþal wurde der Stil konsequent weiterentwickelt. Bis auf ein Lied wurde alles in Althochdeutsch gesungen. Musikalisch vermischte die Band abermals nordischen Black Metal mit Pagan Metal. Der Gesang ist auf dieser Veröffentlichung sehr abwechslungsreich gehalten. Hauptsächlich verwendet der Sänger Black-Metal-Screams, leicht heroischer Gesang und auch Death-Metal-Growls. Ein Lied wurde mit akustischen Gitarren und eines mit mehreren Leiern eingespielt, auch die Maultrommel ist wieder zu hören. Die hierbei verwendeten germanischen Leiern baut die Band selbst. Auf diesem Album verwendete die Band zum ersten Mal ein Keyboard zur Unterstreichung der Musik.
Auf der Compilation-Kassette Germinôd – Archaische Verse veröffentlichte Wintarnaht die bisher lediglich als Download erhältliche EP þiu Sunnawenti. Diese EP wurde mit einem Intro und Outro versehen und bildet die Seite „Nacht“. Die Seite „Tag“ enthält rare, unveröffentlichte Akustikstücke.
Das dritte Album In Âgez führt den Stil der vorigen Veröffentlichung Tôdhên Uoþal weiter, ist jedoch musikalisch und gesangstechnisch variantenreicher aufgebaut.
Seit dem Sommer 2025 tritt Wintarnaht wieder Live auf. Grimwald bleibt jedoch weiterhin einziges Mitglied, der Rest der Band besteht aus Livemusikern.

### Althochdeutsche Texte
Laut Sänger und Songwriter Grimwald soll der Versuch unternommen werden, eine frühe und unnormierte Form des Althochdeutschen zu kreieren, welche dabei noch leichte Ansätze aus den westgermanischen Sprachen enthält. Bisher wurden alle althochdeutschen Texte in den Booklets abgedruckt, doch bis zu der Veröffentlichung Germinôd – Archaische Verse nicht übersetzt. Seit 2017 befanden sich Übersetzungen und Erläuterungen zum Sprachstil, auf der nun entfernten Internetseite der Band sowie im eingestellten Forum.

„niowiht scaþo fliogan ubar þin grunt

ioana sin lant þer scaþo

ana aro fart ain spel eban · lango alt

tôdhên gaist · sioh sêl

bistumbalôn lant · Tôdhên Uoþal...“

Das lyrische Konzept dreht sich meist um die Themen Natur, antitheistische Naturreligion, Geschichte und Misanthropie. Allgemein überwiegt meist der dunkle Aspekt aller verwendeten Themen. Grimwald gibt an, völlig apolitisch zu sein, und dass er Politik im Metal, speziell in der eigenen Musik strikt ablehne.

## Diskografie
- 2007: Rache (Demo, CDR/MC, Eigenvertrieb) MC als Split mit Trollzorn, limitiert auf 20 Exemplare.
- 2010: Pestilenz (Album, CD, Obscure Abhorrence Productions)
- 2013: Tôdhên Uoþal (Album, CD, Talheim Records)
- 2015: þiu Sunnawenti (EP, FLAC/WAV; Eigenvertrieb)
- 2016: Germinôd – Archaische Verse (Kompilation, MC, Narbentage Produktionen; Re-Release 2019: CD, Eigenvertrieb)
- 2017: In Âgez (Album, CD, Talheim Records)
- 2019: Unterweltsmysterien (Split-EP mit Varulv, CD, Talheim Records)
- 2020: Hriuwa (Album, CD, LP, Talheim Records)
- 2023: Anþjaz (Album, CD, MC, Archaic Oath)
- 2023: Tôdhên Uoþal / Die Blutbuche (10 Winter Jubilaeum) (Album, 2× MC, Archaic Oath)